# Nicolae Dumitrescu
Nicolae „Coco” Dumitrescu (n. 8 decembrie 1921, București, România – d. 16 martie 1999, Arad, România) a fost un fotbalist și antrenor român. A fost de patru ori campion al României cu UTA Arad, ca fotbalist și de două ori ca antrenor.

## Palmares

### Ca fotbalist
Sparta București
- Cupa României
  - Finalist: 1942–43

ITA Arad
- Divizia A (4): 1946-1947, 1947-1948, 1950, 1954
- Cupa României: 1947–48, 1953, 
  - Finalist: 1950

### Antrenor
Romania U18
- Campionatul European UEFA Under-18: 1962

UTA Arad
- Divizia A (2): 1968–69, 1969–70
- Cupa României
  - Finalist: 1965–66
- În anul 1970 în Cupa Campionilor Europeni a reușit performanța de a elimina deținătoarea trofeului la acea dată, Feyenoord Rotterdam.

## Distincții
- Ordinul Muncii clasa a III-a (30 aprilie 1962) „pentru cucerirea primului loc în Turneul European de Fotbal Juniori (U.E.F.A.)”[3]